# Яворник-Руски

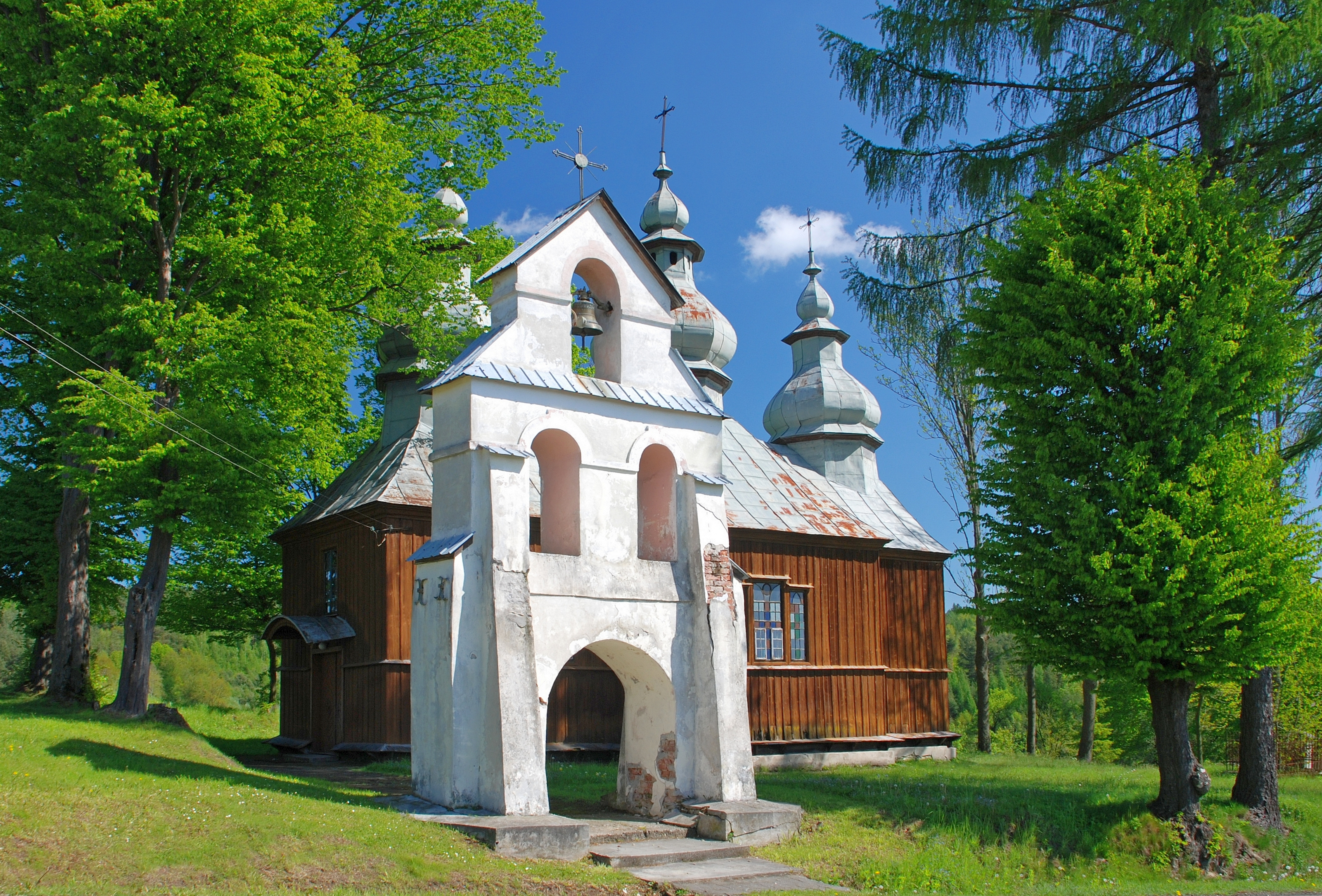
Бывшая греко-католическая церковь св. Дмитрия (XIX в.)

Яворник-Руски (польск. Jawornik Ruski) — село в Польше, расположенное в Подкарпатском воеводстве, Перемышльский повет, в гмине (волости) Бирча.
В 1975—1998 годах город административно принадлежал Пшемысльскому воеводству.
Рядом с деревней находится действующий диатомитовый рудник .

## Географическое положение
Село расположено на расстоянии 14 километров на запад от центра гмины села Бирча, 35 километров на запад от центра повета города Перемышля и 42 километра на юго-восток от столицы воеводства города Ряшева.

## История
В XI—XIII веках на этих землях существовало Перемышльское русское княжество со столицей в Перемышле, которое входило в состав Галицко-Волынского княжества.
После захвата этих земель Польшей территория в 1340—1772 годах входила в состав Перемышльской земли Русского воеводства Королевства Польского.
Село основано в 1469 году и было тогда владением Анны Ряшивской (пол. Anny Rzeszowskiej).
В 1508 году, когда владельцами были Кмиты (пол. Kmitowie), название села изменили на Явирничок (пол. Jawornyczek).
В 1519 году село стало владением Стадницких (пол. Stadnickich), а в 1588 году Красицких (пол. Krasickich).
В 1772 году в результате первого раздела Польши территория отошла к Империи Габсбургов. Село вошло в Добромыльский повит.
В 1882 году в селе построили греко-католическую церковь святого Дмитрия на месте своей предшественницы, которая существовала минимум до 1830 года. До 1843 года греко-католическая община села принадлежала к церковному округу в селе Липа. Далее только до депортации украинцев в 1947 году в селе была греко-католическая парафия Бирчанского деканата Перемыской епархии.
После распада Австро-Венгрии село 4 ноября 1918 года вошло в состав «Республики Команча». В январе 1919 года было оккупировано II Речью Посполитой. Это село Надсання, как и другие этнические украинские территории (Лемковщина, Подляшье, Сокальщина, Равщина и Холмщина), оказались на Польской стороне линии разграничения Керзона, в так званном Закерзонье, которым предоставили польские аппетиты не ограничились. Аннексия западноукраинских земель была закреплена в Рижском мирном договоре 1921 года.
1 июля 1926 года с сельской гмины Яворник-Руски изъяты выселки Боривниця, Жмулиська и Поток Чёрный и из них создали самостоятельную гмину Боривниця.
1 августа 1934 года в результате административной реформы сельская община Яворника-Руски потеряла право самоуправления и вошла в объединённую сельскую гмину Жогатин.

## Вторая мировая война
В 2015 году возле Яворник-Руски было обнаружено массовое захоронение. Первоначальные находки упоминали несколько захороненных людей, в конечном итоге в результате эксгумации были найдены останки 14 человек, а также гильзы, религиозные предметы и элементы польской военной амуниции. На останках были обнаружены следы переломов. В результате архивных исследований установлено, что 24 июля 1945 года бойцы кадетского училища в Перемышле (28-й пехотный полк) столкнулись с подразделением Украинской повстанческой армии. 14 солдат числились в списке погибших как пропавшие без вести. В пояснениях поручика УПА Владимира Щигельского (известного под псевдоним «Бурлака»), содержащихся в архивных уголовных делах, есть упоминания о произошедшей там перестрелке, в ходе которой были захвачены и убиты 14 солдат польской армии. В результате генетических тестов были подтверждены личности нескольких жертв.

## Население
- 1785 — 284 греко-католика, 100 католиков и 16 евреев
- 1840 — 513 греко-католиков (нет данных о других конфессиях)
- 1859 — 615 греко-католиков (нет данных о других конфессиях)
- 1879 — 709 греко-католиков (нет данных о других конфессиях)
- 1899 — 902 греко-католика (нет данных о других конфессиях)
- 1926 — 1030 греко-католиков (нет данных о других конфессиях)
- 1929 — 1215
- 1938 — 1200 греко-католиков, 1068 католиков, 154 еврея и 35 баптистов
- 2006 — 161 человек